# Владимир Вазов
Владимир Вазов (болг. Владимир Вазов; нар. 14 травня 1868, Сопот — пом. 20 травня 1945, с. Рібаріця, Тетевен) — болгарський військовик, генерал-лейтенант.

## Сім'я
Народився в сім'ї купця Мінчо Вазова. Його братами були письменник Іван Вазов і генерал Георгі Вазов. Був одружений з Марою Горановою, в сім'ї було троє синів. Перші двоє — Георгі (хімік) і Іван (адвокат) — були названі в честь братів. Третій носив батькове ім'я Владимир і також став офіцером.

## Освіта
Закінчив гімназію в Пловдиві (1886), Військове училище в Софії (1887), стажувався в Ессені (Німеччина). Закінчив Стрілецьку артилерійську школу в Царському Селі в Росії (1903), курс скорострільних гармат у Франції.

## Військова служба
З 1888 служив в 5-му артилерійському полку в Шумені, з 1891 — ад'ютант у 2-му артилерійському полку, в 1893 входив до складу комісії з прийому нової артилерійської матеріальної частини. З 1893 — командир батареї в 5-му артилерійському полку, з 1896 — на тій же посаді в 4-му артилерійському полку в Софії.
У 1904 був членом спеціальної комісії, що займалася вибором скорострільних гармат для болгарської артилерії, яка брала участь в порівняльних випробуваннях в Німеччині і Франції. З 1904 — командир відділення в 8-му артилерійському полку. З 1906 — помічник начальника новоствореної Артилерійській школи і начальник стройового та господарського відділення в Артилерійській інспекції. З 1909 — знову командир відділення в 8-му, а з 1910 — в 5-му артилерійському полку.

## Участь в Балканських війнах
У 1912-1913 — командир 4-го швидкострільного артилерійського полку в складі 1-ї Софійської дивізії. На цій посаді брав участь у Першій і Другій Балканських війнах.
Під час Першої Балканської війни воював в переможному для болгарських військ бою при Гечкенлі (9 жовтня 1912).
Під час Другої Балканської війни брав участь в боях між Царибродом і Пиротом.
Після закінчення війни, в 1913, знову був начальником стройового та господарського відділення в Артилерійській інспекції.

## Участь у Першій світовій війні
З 1915 — командир 5-ї артилерійської бригади. Учасник Першої світової війни, в листопаді 1915 був важко поранений.
З березня 1916 — командир 1-ї піхотної бригади 5-ї піхотної дивізії. З березня 1917 — командир 9-ї Плевенської піхотної дивізії в складі 1-ї армії, змінив генерала Стефана Нерезова. Ця дивізія з 1916 займала ділянку фронту від річки Вардар до озера Дойран. Під керівництвом і за найактивнішої участі полковника Владимира Вазова тут був створений глибоко ешелонований оборонний район, при цьому командир дивізії використовував поради свого брата, генерала і військового інженера Георгі Вазова. У квітні — травні 1917 болгарські війська успішно захистили ці позиції від наступаючих британських військ. З 22 по 26 квітня болгарські позиції витримали потужну артилерійську підготовку, в якій брали участь 86 важких і 74 польових одиниць артилерії, що випустили в цілому 100 тисяч снарядів. Атака 8 — 9 травня завершилася невдачею, з великими втратами для британців. За відзнаку 20 травня 1917 Вазов був підвищений до звання генерал-майора.

## Звання
- З 27 квітня 1887 — підпоручик.
- З 18 травня 1890 — поручик.
- З серпня 1894 — капітан.
- З 1 січня 1903 — майор.
- З 31 грудня 1906 — підполковник.
- З 5 квітня 1912 — полковник.
- З 20 травня 1917 — генерал-майор.
- З 7 січня 1920 — генерал-лейтенант.

## Нагороди
- орден «За хоробрість» ІІ і ІІІ ступеня
- орден «Святого Олександра» v-го ступеня без мечів.
- орден «За військові заслуги» І і ІІІ ступеня, 5-го класу.
- медаль «За військові заслуги» (Туреччина).
- срібна медаль «Ліякат» (Туреччина).